# Luke Newton
Luke Newton, född 5 februari 1993, är en brittisk skådespelare.
Newton har bland annat medverkat i TV-serierna The Lodge och Familjen Bridgerton.

## Filmografi (i urval)
- 2016–2017 – The Lodge (TV-serie)
- 2020–2024 – Familjen Bridgerton (TV-serie)